# Agni
Agni (sama beseda v sanskritu pomeni ogenj) je v indijski mitologiji bog ognja, domačega ognjišča in žrtvene grmade.
Agni je bil večnomladi in nesmrtni bog, ki je bil prenašalec sporočil med bogovi in ljudmi ter med samimi bogovi. Vse daritve, posvečene njemu, so zažgali.
Bil je čaščen v obliki ognja, strele in sonca.